# Bhárata (tribu)
Los bháratas fueron una tribu aria mencionada en el Rig-veda (el texto más antiguo de la India, de mediados del II milenio a. C.), especialmente en el mándala 3 (capítulo que se atribuye al sabio bhárata VisuáMitra.
En el «Himno del río» (Rig-veda, 3.33) se describe cómo toda la tribu bhárata cruza un río.
Bhárata se utiliza también como un nombre muy antiguo del dios del fuego Agní (literalmente, "lo que se debe mantener", es decir, el fuego que se mantiene vivo gracias al cuidado de los hombres, que en esa época no poseían la tecnología para reencenderlo), y como el nombre del dios guerrero Rudra en el Rig-veda 2.36.8.
En el mándala 7 del Rig-veda (7.18, etc.) se menciona que los bháratas tomaron parte en la Batalla de los Diez Reyes, donde estuvieron en el lado ganador.
Parecen haber tenido éxito en las primeras luchas por el poder entre las distintas tribus arias y tribus no arias de modo que en la tradición posvédica (épica) del texto épico-mitológico Majábharata, el antepasado epónimo se convirtió en el «Emperador Bhárata», conquistador de toda la India, y su tribu y reino se llamaron Bhārata.
Incluso en la actualidad Bharata es el nombre oficial de la República de la India.
- Datos: Q741734